# Denise Burton
Denise Burton (Leeds, 24 januari 1956) is een wielrenner uit het Verenigd Koninkrijk. Ze is de dochter van de Britse wielrenster Beryl Burton.
In 1985 werd zij tweede in de eerste editie van de Tour de l'Aude Cycliste Féminin.
In 1975 werd Denise Burton derde op de wereldkampioenschappen achtervolging, twee jaar nadat haar moeder Beryl Burton derde werd.